# 下安松
下安松（しもやすまつ）は、埼玉県所沢市の大字。かつての埼玉県入間郡下安松村。郵便番号は359-0024。

## 地理
所沢市内の南東部、松井地区に所属する。
西武池袋線秋津駅・武蔵野線東所沢駅の徒歩圏内にあり、面積は約1.437km2。
周囲の本郷・上安松・松郷・東所沢和田、および清瀬市野塩・中里に隣接する。
町境南端を西から東に柳瀬川が流れている。
また2021年現在の区分では北方に2ヶ所の飛び地が存在する。

### 河川
- 柳瀬川 - 橋梁：（上流側より）・日向橋 ・新柳瀬橋 ・境橋 ほか

### 地価
住宅地の地価は、2015年（平成27年）1月1日の公示地価によれば、下安松字土手ノ内260番5の地点で12万9000円/m2となっている。

## 歴史
旧埼玉県入間郡下安松村。

### 沿革
- 1889年（明治22年）4月1日 - 町村制施行に伴い、上安松村、下安松村、下新井村、牛沼村が合併し、入間郡松井村の村域となる。
- 1943年（昭和18年）4月1日 - 松井村が所沢町・小手指村・山口村・吾妻村・富岡村と合併し、入間郡所沢町大字下安松となる。
- 1950年（昭和25年）11月3日 - 所沢町が市制を施行、所沢市となる。同時に大字下安松の北部が「大字松郷」になり分離[8]。
- 1986年（昭和61年）- 区画整理に伴う町名・地番変更で北東部が「東所沢和田」になり分離[9]。
- 2016年（平成28年）8月 - 地内を流れる柳瀬川の空堀川合流点付近の直線化工事が完了する[10]。

## 世帯数と人口
2017年（平成29年）9月30日現在の世帯数と人口は以下の通りである。
| 大字   | 世帯数    | 人口     |
| ------ | --------- | -------- |
| 下安松 | 4,771世帯 | 10,964人 |

## 小・中学校の学区
市立小・中学校に通う場合の学区（校区）は以下の通り。
| 町丁   | 番・番地       | 小学校                           | 中学校                           |
| ------ | -------------- | -------------------------------- | -------------------------------- |
| 下安松 | 1785〜1800     | 所沢市立若松小学校（下新井）     | 所沢市立中央中学校（並木）       |
| 下安松 | 1878〜1883     | 所沢市立牛沼小学校（牛沼）       | 所沢市立東中学校（牛沼）         |
| 下安松 | 1045-2 ・1150  | 所沢市立和田小学校（東所沢和田） | 所沢市立安松中学校（東所沢和田） |
| 下安松 | 上記を除く広域 | 所沢市立安松小学校               | 所沢市立安松中学校（東所沢和田） |

## 交通

### 鉄道
- JR東日本 武蔵野線 - 当地内に駅は無く最寄駅は東所沢駅

### 道路
- 埼玉県道6号川越所沢線
- 東京都道・埼玉県道24号練馬所沢線
- 市道 下安松通り

交差点
- 愛宕山
- 柳瀬川
- 安松小学校入口

### バス
西武バス
- 清66系統
  - 安松 - 愛宕山 - 柳瀬川 - 西武グリーンヒル
- 所52 ・所53-1 ・所55 ・所59系統
  - 安松 - 下安松
- 池袋駅東口～小手指駅北口線
  - 安松

市内循環ところバス（東路線）
- 下河原 - 下安松下通り - 殖産住宅入口

## 施設
教育･保育
- 所沢市立安松小中学校
- 私立 慈光幼稚園

公共
- 下安松町内会集会所
- グリーンヒル自治会館
- 桂木会館

公園･緑地
- 桂木公園
- 東京道南公園
- 中原公園
- 清流公園

寺社
- 安松山長源寺 - 曹洞宗の寺院[13]

境内の配置図と坪数の報告書「長源寺諸堂古絵図」が歴史資料として、また獅子や波に千鳥などの浮き彫り彫刻が施された四脚門が建築物として、所沢市指定文化財に指定されている。
- 安松神社 - 長源寺所有の山林を買受け上安松村･下安松村内の6社を合祀し、安松地区の氏神として大正3年（1914年）に創建された。